# Contre le pouvoir
Contre le pouvoir ou Contre l'autorité (arabe : ضد السلطة soit Dhed essolta) est un hebdomadaire tunisien lancé par Taoufik Ben Brik, journaliste et écrivain connu pour son opposition au régime déchu de Zine el-Abidine Ben Ali.
Ce journal composé d'une seule feuille est créé le 17 décembre 2011, premier anniversaire de l'immolation par le feu de Mohamed Bouazizi.
Il s'agit d'une publication bilingue en arabe tunisien et en français. Il comprend des caricatures (non signées). Imprimé chaque samedi, son prix de vente est fixé à 500 millimes. Fin 2011, il aurait été vendu à 5 000 exemplaires.
Il est situé comme étant de tendance anarchiste.
Il cesse de paraître en 2014.